# Shaw (Melksham Without)
Shaw – wieś w Anglii, w hrabstwie Wiltshire, w dystrykcie (unitary authority) Wiltshire. Leży 44 km na północny zachód od miasta Salisbury i 142 km na zachód od Londynu. W 2016 miejscowość liczyła 516 mieszkańców.